# بيلي كيرنان
بيلي كيرنان (بالإنجليزية: Billy Kiernan)‏ (22 مايو 1925 في المملكة المتحدة - 3 أبريل 2006 في المملكة المتحدة) هو لاعب كرة قدم بريطاني (وحمل سابقاً جنسية المملكة المتحدة لبريطانيا العظمى وأيرلندا) في مركز الوسط. شارك مع منتخب إنجلترا لكرة القدم الرديف. أما مع النوادي، فقد لعب مع تشارلتون أثلتيك وHong Kong FC (football) ‏ ونادي غيلفورد سيتي.

## وصلات خارجية
- بيلي كيرنان على موقع قاعدة بيانات كرة القدم.إي يو (الإنجليزية)